# Michala Møller
Michala Møller, född 16 februari 2000 i Ålborg, är en dansk handbollsspelare som spelar för Team Esbjerg och Danmarks damlandslag i handboll.

## Karriär

### Klubbhandboll
Møller började spela handboll i AIK Vejgaards och EH Aalborgs ungdomslag, som båda hör hemma i hennes hemstad. År 2018 gick hon till Herning-Ikast Håndbold. Där var hon en del av U18-truppen under sin första säsong. Hon gjorde debut i Herning-Ikast Håndbolds A-lag i augusti 2018. Från 2019 blev Møller medlem av Ikasts professionella trupp. Samma år vann hon den danska cupen. Sommaren 2021 flyttade Møller till ligarivalen Team Esbjerg.  Med Esbjerg vann hon det danska mästerskapet 2023 och 2024 och danska cupen 2021 och 2022.

### Landslagshandboll
Møller spelade totalt 32 landskamper för det danska yngre ungdomslandslaget, där hon gjorde 81 mål.  Med detta lag deltog hon i U17-EM 2017 och U18-VM 2018.  Møller spelade sedan 17 matcher för det äldre danska ungdomslandslaget. Med U19-laget spelade hon EM 2019. Vid alla tre mästerskaspen placerade Danmark sig som sexa.
Møller kallades in av den danske förbundskaptenen Jesper Jensen under VM 2021 efter att Mia Rej skadat sig allvarligt i den första matchen. I matchen mot Republiken Kongo gjorde Møller sitt första framträdande för det danska seniorlandslaget och gjorde ett mål. I slutet av turneringen vann hon och laget bronsmedaljen.Møller fick minst speltid av de danska spelarna 45 minuter på 8 matcher.  Ett år senare var hon med och förlorade och Danmarks EM-final mot Norge. Møller stod för nio mål i hela den turneringen. Vid de olympiska spelen i Paris vann hon bronsmedaljen med sitt Danmark. Hon spelade bara en match i OS-turneringen som ersättare för Louise Burgaard

## Meriter i klubbhandbollen
- Damehåndboldligaen:  2023 och 2024
- Danish Cup: : 2019, 2021, 2022